# Hydnellum complicatum
Hydnellum complicatum är en svampart som beskrevs av Banker 1906. Hydnellum complicatum ingår i släktet korktaggsvampar och familjen Bankeraceae.   Inga underarter finns listade i Catalogue of Life.